# Бенјамина Карић
Бенјамина Карић (Сарајево, 8. април 1991) босанскохерцеговачка је политичарка. Од 2021. до 2024. обављала је функцију градоначелнице Сарајева. Чланица је Социјалдемократске партије.
Дипломирала је на Универзитету у Сарајеву. Касније је радила као асистенткиња на Правном факултету Универзитета у Травнику и Кисељаку. Након локалних избора 2020. године, постала је градоначелница Сарајева као замјена за Богића Богићевића, који је недуго пре тога одлучио да одустане од кандидатуре за градоначелника.

## Детињство, младост и образовање
Рођена је 8. априла 1991. године у Сарајеву, у тадашњој Социјалистичкој Федеративној Републици Југославији. Дипломирала је на два факултета истовремено, на Правном факултету Универзитета у Сарајеву и на Одсеку за историју Филозофског факултета у Сарајеву.
Добитница је Сребрне значке Универзитета у Сарајеву за изузетна достигнућа на основним и постдипломским студијама. Ауторка је педесетак публикација, књига, чланака и превода са латинског на бошњачки језик.
Године 2014. била је асистенткиња на Правном факултету Универзитета у Травнику и Кисељаку.
Социјалдемократској партији придружила са 18 година, а десет година касније, постала је потпредседница странке.

## Приватни живот
Удата је и има једно дете. Са својом породицом живи у Сарајеву.
Течно говори енглески и немачки језик.